# Petr Dvořák (1960)
Petr Dvořák (* 31. října 1960) je český ekonom a vysokoškolský pedagog, od dubna 2022 rektor Vysoké školy ekonomické v Praze (předtím v letech 2014 až 2022 její prorektor pro studijní a pedagogickou činnost), v letech 2006 až 2014 děkan Fakulty financí a účetnictví VŠE v Praze.

## Život a odborná činnost
Magisterské studium dokončil Petr Dvořák roku 1984 na Vysoké škole ekonomické, obor finance. Poté byl na katedře financí a úvěru této školy zaměstnán až do roku 1990. Následně odjel na půlroční stáž do Vídně, kde působil v Bank Austria. Poté se vrátil do zaměstnání na VŠE na tehdy nově vzniklou katedru bankovnictví a pojišťovnictví, kde byl v letech 1994–1998 vedoucím katedry. Doktorské studium dokončil a titul Ph.D. získal v roce 2003 dizertační prací Analýza fungování a vývoje derivátového trhu. Docentem se na této škole stal v roce 2005.
Pedagogicky a vědecky se především zaměřuje na oblast komerčního bankovnictví, její podskupiny, bankovní produkty, řízení bankovních rizik a také na oblast finančních derivátů – obchodování derivátů, ohodnocování a využití při řízení rizik.

### Členství v odborných a vědeckých orgánech
V roce 1994 se Petr Dvořák stal členem redakční rady časopisu Finance a úvěr, v roce 2000 pak členem vědeckého grémia České bankovní asociace. Je také členem vědecké rady VŠE a vědecké rady Fakulty financí a účetnictví VŠE v Praze. Od roku 2008 je členem vědecké rady Ekonomické fakulty Vysoké školy báňské v Ostravě a od roku 2009 členem Rozkladové komise České národní banky.
V letech 1995–2001 byl členem dozorčí rady Českomoravské záruční a rozvojové banky, dále členem dozorčí rady Komerční banky (2000-2001) a předsedou dozorčí rady Key Investments (2004–2008). V roce 2014 se Petr Dvořák stal členem redakční rady časopisu Bankovnictví.

### Akademické funkce
V lednu 2022 jej prezident ČR Miloš Zeman jmenoval rektorem Vysoké školy ekonomické v Praze, a to s účinností od 1. dubna 2022. Ve funkci tak vystřídal Hanu Machkovou.

### Publikace
- Bankovnictví pro bankéře a klienty
- Deriváty
- Dějiny bankovnictví v českých zemích (spoluautor)
- Peněžní ekonomie a bankovnictví
- Finanční matematika pro každého